# Vespa tripunctata
Vespa tripunctata är en getingart som beskrevs av Schenck 1861. Vespa tripunctata ingår i släktet bålgetingar, och familjen getingar. Inga underarter finns listade i Catalogue of Life.